# Orphnus kafuensis
Orphnus kafuensis är en skalbaggsart som beskrevs av Louis Albert Péringuey 1908. Orphnus kafuensis ingår i släktet Orphnus och familjen Orphnidae. Inga underarter finns listade i Catalogue of Life.